# Влияние гамма-лучей на поведение маргариток
«Влияние гамма-лучей на поведение маргариток» (англ. The Effect of Gamma Rays on Man-in-the-Moon Marigolds) — американский кинофильм, вышедший на экраны в 1972 году. Он был снят Полом Ньюманом по одноимённой пьесе Пола Зиндела. Главные роли в фильме исполнили Джоан Вудворд, жена  Ньюмана, их общая дочь Нелл Поттс (Ньюман) и Роберта Уоллак, дочь Илая Уоллака.

## Сюжет
В одном американском городе проживает семья — вдова Беатрис Хансдорфер (Джоан Вудворд), с двумя дочерьми. Рут (Роберта Уоллак), старшая дочь, взбалмошная и агрессивная; Матильда (Нелл Поттс), младшая, прямая ей противоположность: мягкая, послушная и тянущаяся к знаниям. Она участвует в школьном конкурсе с экспериментом по изучению влияния гамма-излучения на маргаритки. Матильда выясняет, что под воздействием радиации цветы могут стать как больше и красивее, так и превратиться в карликов и погибнуть. Главной её соперницей в борьбе за победу в конкурсе считается Дженис Викери (Эллен Дано), с помощью кипятка отделившая плоть мёртвой кошки от скелета. Как считают многие, опыт девушки хоть был и не совсем приятным, но зато принёс реальную пользу: Дженис передала скелет животного в дар школе, и теперь ученикам есть на чём изучать строение кошек. Как говорит девушка, в следующем году она проделает то же самое с собакой.
По мере развития сюжета отношения в семье Хансдорфер накаляются до предела. Неожиданная и радостная победа Матильды в конкурсе уже не может ничего исправить, ведь у Беатрис на будущее дочери свои планы, и хорошее образование в них не входит.

## В ролях
- Джоан Вудворд — Беатрис
- Нелл Поттс — Матильда
- Роберта Уоллак — Рут
- Джудит Лоури — бабуля
- Дэвид Спилберг — мистер Гудман
- Ричард Венчер — Флойд
- Кэролин Коутс — миссис Маккей

## Награды и номинации
Актёрское мастерство, продемонстрированное Джоан Вудворд, было высоко оценено: в 1972 году она была номинирована на получение «Золотого глобуса» в категории «лучшая женская роль — драма», через год выиграла награду «KCFCC» в категории «Лучшая актриса» и получила приз за лучшую женскую роль на 26-м Каннском кинофестивале. Сам фильм был номинирован на получение его гран-при.